# Тойота Ярис Крос
„Тойота Ярис Крос“ (Toyota Yaris Cross) е модел малки автомобили с повишена проходимост (сегмент J/B) на японската компания „Тойота“, произвеждан от 2020 година.
Разработен е като модификация с SUV дизайн на популярния модел „Тойота Ярис“. Предлага се с бензиново и хибридно задвижване и сред малкото модели в класа си с възможност за всеприводно задвижване.